# William R. Ratchford

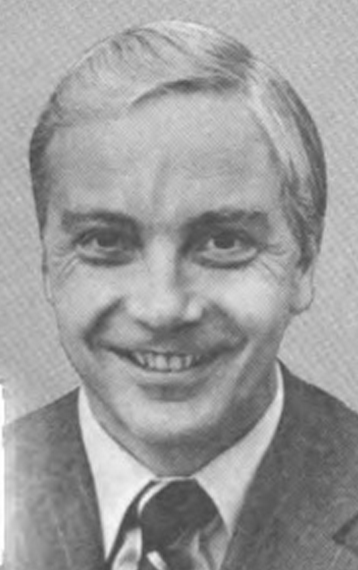
William Richard Ratchford

William Richard Ratchford (Danbury, 24 de maio de 1934 - 2 de janeiro de 2011) foi um político norte-americano, membro da Câmara dos Representantes dos Estados Unidos por Connecticut.